# Georges Nguyen Van Loc
Georges Nguyen Van Loc, surnommé « le Chinois », né le 2 avril 1933 à Marseille et mort  le 7 décembre 2008 à Cannes, est un commissaire divisionnaire de police qui a fait sa carrière à Marseille, également écrivain et acteur. 

## Biographie
D'ascendance vietnamienne, Georges Nguyen Van Loc est né à Marseille dans le quartier du Panier d'un milieu ouvrier. C'est dans la cité phocéenne qu'il passe son enfance et qu'il côtoie les futurs parrains du milieu marseillais, notamment Gaëtan Zampa dit Tany Zampa.
Georges Nguyen Van Loc commence sa carrière de policier en Algérie, à la C.R.S. 203 d'Oran (créée le 28 février 1957), au grade d'officier de paix. Il a déjà connu ce pays pour y avoir combattu durant son service militaire.
Surnommé « le Chinois » par le milieu, il a créé en 1972 le premier GIPN (Groupe d'intervention de la police nationale) à Marseille, afin de lutter contre le grand banditisme ou le terrorisme et de gérer les situations de crise : forcené, preneur d'otages, escorte ou émeutes. Parmi les anecdotes, au début des années 1980, il a aussi décidé de se grimer, lui et son équipe, en infirmiers pour arrêter un toxicomane qui retenait en otage sa mère, dans un immeuble de Marseille. Le commissaire divisionnaire Van Loc a commandé pendant plus de quinze ans le GIPN de Marseille et est venu à bout des situations les plus difficiles. Une de ses fiertés fut de ne pas avoir déploré de policiers morts en service sous ses ordres. Il a pris sa retraite en 1989.
Après avoir écrit des ouvrages autobiographiques, du tome 1 Le Chinois en 1989 jusqu'au tome 6 en 2006, il a interprété son propre rôle dans la série télévisée Van Loc, dont il était le personnage central de 1992 à 1998.
Il a été parodié par les Robins des Bois dans un sketch récurrent où Pierre-François Martin-Laval incarne Van Loc lors de tournages de la série éponyme.
Il est mort d'une crise cardiaque le 7 décembre 2008 à 0h45 et repose au cimetière Saint-Pierre de Marseille (carré 18 partie ouest au centre 1er rang n° 23).

## Distinctions
- Chevalier de la Légion d'honneur
- Chevalier de l'ordre national du Mérite
- Croix de la Valeur militaire avec citation à l'ordre de la division
- Croix du combattant
- Médaille commémorative des opérations de sécurité et de maintien de l'ordre
- Médaille d'honneur pour acte de courage et de dévouement
- Médaille d'honneur de la Police nationale
- Médaille des blessés de guerre
- Médaille de l'Assemblée nationale
- Médaille du Sénat

## Œuvres
- Le Chinois : Le Chinois, Tome 1 (en collab. avec Jean-Max Tixier), Presses de la Cité, 1989  (ISBN 2258026156)
- Le Chinois : Le Chinois, Tome 2 (en collab. avec Jean-Max Tixier), Presses de la Cité, 1992  (ISBN 2258035589)
- Triangle d'or (avec  Charles W. Scott), Presses de la Cité, 1992  (ISBN 2258033586)
- Le Chinois : La peau d'un caïd (en collab. avec Jean-Max Tixier), Presses de la Cité, 1994  (ISBN 2258038324)
- Affaires criminelles, Presses de la Cité, 1995  (ISBN 225804037X)
- Le Chinois : Les marchands de venin (en collab. avec Jean-Max Tixier), Presses de la Cité, 1995  (ISBN 2258040361)
- Le troisième juge (en collab. avec Jean-Max Tixier), Presses de la Cité, 1996  (ISBN 225804412X)
- Meurtres au soleil, Presses de la Cité, 1996  (ISBN 2258044138)
- Le Chinois : Les aviseurs (en collab. avec Jean-Max Tixier), Presses de la Cité, 1997  (ISBN 2258047498)
- Le Chinois : Vengeance transversale (en collab. avec Jean-Max Tixier), Ramsay, 2002  (ISBN 2841144372)
- Le Chinois : Paroles d'homme (en collab. avec Jean-Max Tixier), Autres Temps, 2005  (ISBN 2845212291)
- Le Chinois : Le Crépuscule des voyous (en collab. avec Jean-Max Tixier), Autres Temps, 2006  (ISBN 284521250X)
- Le Chinois : Opération cocaïne (en collab. avec Jean-Max Tixier), Autres Temps, 2007  (ISBN 9782845212909)

## Filmographie
- Van Loc (9 épisodes), dans lesquels il incarne son propre rôle[7]:
  - 30 janvier 1992 : Van Loc, le flic de Marseille
  - 25 mars 1993 : La Grenade
  - 2 décembre 1993 : La Vengeance
  - 21 novembre 1994 : L'Affaire Da Costa
  - 1995 : Le Grand Casse
  - 14 décembre 1995 : Victoire aux poings
  - 8 janvier 1997 : Ennemis d'enfance
  - 16 janvier 1997 : Pour l'amour de Marie
  - 8 janvier 1998 : La Relève